# Meletij Smotrytskyj

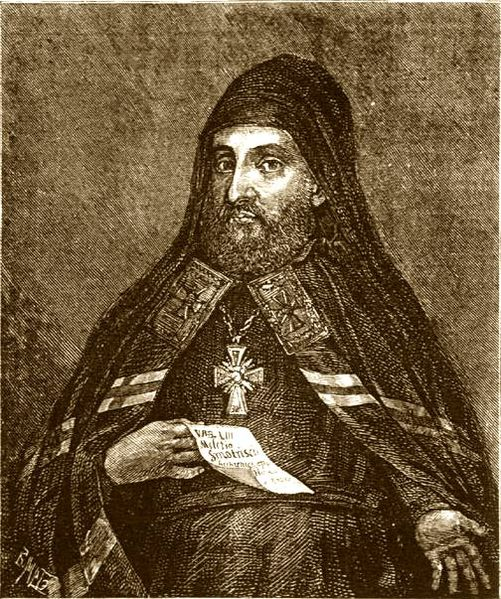
Meletij Smotrytskyj

Meletij Smotrytskyj (ukrainska: Мелетій Смотрицький), född 1577, död 27 december (gamla stilen: 17 december) 1633, var en rutensk teolog och filolog.
Smoritskij studerade vid skolan i Ostrog i Volynien och i Vilnius jesuitkollegium. Han gjorde studieresor till Leipzig och Wittenberg, utgav under pseudonymen "Theofil Ortholog" 1610 den mot uniaterna och romersk-katolska kyrkan riktade stridsskriften Thränos, to j est Lament jedynej sw. powszechnej apostolskiey wschodnicy cerkwie, i vilken han försvarade ortodoxin. 
År 1620 blev han arkimandrit i Vilnius och sökte som sådan åstadkomma en kyrklig försoning mellan Ryssland och Polen-Litauen, över Konstantinopel företog han 1625 en vallfärd till Palestina. Efter många stridigheter övergick han 1627 i Kiev till den kyrkliga unionen. En litterär frukt av hans österländska resa var Apologia peregrinatiey do krajów wschodnych (1628), som han på en ortodox synod i Kiev själv nödgades förneka och bränna. Av stor språkhistorisk betydelse blev hans Grammatika slavenskija pravilnoje syntagma (tryckt första gången 1618 i Vilnius, därefter bl.a. i Moskva 1648), en språklära, som låg till grund för Johan Gabriel Sparfwenfeldts ryska språkstudier.